# 天道盟天林會
天道盟天林會，是臺灣三大犯罪組織之一的天道盟旗下的分會。

## 簡介
天林會主要勢力範圍在員林市、埔心鄉（總部所在）地區，活動區域早期在彰化縣秀水鄉、永靖鄉、溪州鄉、雲林縣虎尾鎮、林內鄉，後期分會擴展至台北、台中、嘉義、臺南、高雄等地區，發起人「張金順」（曾任職台北市刑警）對外以「天道盟天林集團」為名義，在2002年12月於彰化縣埔心鄉成立天道盟彰化地區分會，該集團下轄天林開發公司、銓德帳務處理公司、證晟帳務處理公司。

## 歷任會長
- 首任：張金順（已故）
- 現任：王金樹

## 高層幹部
首任高層幹部 
- 張○文
- 李○發
- 丁○源
- 王○樹
- 謝○坡
- 齊○(綽號金志)
- 李○騰
- 蔡○揚
- 黃○霖
- 黃○信
- 施○煙
- 楊○桂
- 黃○棋(綽號松鼠)

## 外部連結
天道盟天林會 張金順 仙逝</ref>。
1. ↑  .   [2010-05-01]. （原始内容存档于2009-04-27）.
2. ↑  .   [2010-05-01]. （原始内容存档于2015-07-04）.
3. ↑  .   [2017-02-24]. （原始内容存档于2016-10-18）.